# Hammerbachstadion
Das Hammerbachstadion (durch Sponsoringvertrag ebm-papst Stadion am Hammerbach) ist ein Fußballstadion mit achtspuriger Leichtathletikanlage in der niederbayerischen Stadt Landshut. Die Anlage im Sportzentrum West ist die Heimspielstätte des Fußballvereins SpVgg Landshut. Sie bietet heute 8150 Plätze, davon 2000 überdachte Sitzplätze auf der Haupttribüne. Neben dem Naturrasenspielfeld im Stadion stehen im Sportzentrum weitere Spielfelder für den Fußball zur Verfügung. Neben einem beleuchteten Kunstrasenfeld mit den Maßen 100 × 65 m gibt es zwei Plätze aus natürlichem Grün mit den Maßen 96 × 62 m und 90 × 45 m. Neben einer elektronischen Anzeigetafel verfügt das Stadion über eine Flutlichtanlage.
Nach der Gründung der SpVgg Landshut 1919 spielte der Verein auf verschiedenen Plätzen. 1921 wurde eine Wiese am Hammerbach, der Standort des heutigen Stadions, die neue Heimat  der SpVgg. 1975 begann der Bau des Hammerbachstadions als Teil des Sportzentrums West. Am 21. Juli 1984 wurde die Eröffnung gefeiert.
Im Juni 2019 wurden zwei Gruppenspiele des UEFA Regions’ Cup im Hammerbachstadion ausgetragen.